# Gaurotes atripennis
Gaurotes atripennis là một loài bọ cánh cứng trong họ Cerambycidae.